# Sayed Jaffer
Sayed Jaffer (en árabe: سيد محمد جعفر سبت عباس‎; Baréin; 25 de agosto de 1985) es un futbolista de Baréin que juega en la posición de guardameta y que actualmente milita en el Muharraq Club de la Liga Premier de Baréin.

## Carrera

### Club
| Periodo   | Club          | Apariciones | Goles |
| --------- | ------------- | ----------- | ----- |
| 2004–2007 | Malkiya Club  | 26          | 0     |
| 2007–     | Muharraq Club | 135         | 0     |

### Selección nacional
Desde su debut en 2004 ha jugado para Baréin en más de 140 ocasiones, ha participado en dos ediciones de la Copa Asiática y en los Juegos Asiáticos de 2006.

## Logros
- Liga Premier de Baréin (5): 2007–08, 2008–09, 2010–11, 2014–15, 2017–18
- Copa del Rey de Baréin (6): 2008, 2009, 2011, 2012, 2015–16, 2019–20
- Copa FA de Baréin (4): 2009, 2020, 2021, 2022
- Copa Príncipe de la Corona de Baréin (2): 2008, 2009
- Supercopa de Baréin (2): 2013, 2018
- Copa Elite de Baréin (1): 2019
- Copa AFC (2): 2008, 2021
- Copa de Clubes Campeones del Golfo (1): 2012